# Dendrophidion dendrophis
Dendrophidion dendrophis är en ormart som beskrevs av Schlegel 1837. Dendrophidion dendrophis ingår i släktet Dendrophidion och familjen snokar. Inga underarter finns listade i Catalogue of Life.
Arten förekommer i Amazonområdet i Brasilien och i angränsande regioner fram till norra Bolivia, Peru öster om Anderna, östra Ecuador, regionen Guyana, södra Venezuela och Colombia. Den lever i låglandet och i bergstrakter upp till 1000 meter över havet. Dendrophidion dendrophis vistas i tropiska regnskogar. Den jagar groddjur, bland annat av släktena Adenomera, Pristimantis, Anomaloglossus och Scinax. Honor lägger ägg.
Populationen i Ecuador hotas av skogarnas omvandling till jordbruksmark. Hela populationen antas vara stabil. IUCN listar arten som livskraftig (LC).